# Common Development and Distribution License
Common Development and Distribution License (CDDL) – Licencja oprogramowania typu Open Source i Free Software, wzorowana na licencji MPL 1.1 (Mozilla Public License) Kod objęty licencją CDDL można swobodnie łączyć z kodem na innych licencjach; jedynym wyjątkiem jest GNU GPL, której postanowienia zakazują linkowania z kodem na innych, niezgodnych licencjach.
Common Development and Distribution License jest licencją copyleft.
W ramach nierozwijanego już projektu OpenSolaris, na licencji CDDL był częściowo udostępniany kod źródłowy systemu operacyjnego Solaris 10. Po ogłoszeniu końca projektu OpenSolaris, jego społeczność kontynuowała rozwój kodu w projekcie Illumos.